# Auralización
La aurilización es un concepto relativamente reciente dentro de la historia de la Acústica, pues fue introducido en 1990 por Mendel Kleiner, profesor e investigador de la Universidad Tecnológica de Chalmers (Suecia). Se utiliza como complemento de los parámetros acústicos, para analizar la calidad acústica de una sala. Se define como el proceso mediante el cual se simula la sensación de escuchar sonido tridimensional en el interior de una sala, para una posición dada del oyente y de la(s) fuente(s), y para unas señales sonoras determinadas. Para ello, se parte de una señal de excitación, que es obtenida mediante una grabación en una sala anecoica.
Luego, se hace pasar a través de un convertidor, que transforma la señal para obtener a su salida la señal stereo deseada: una componente que será aplicada al oído izquierdo y otra al oído derecho, aunque también se puede realizar con una señal mono, como se explica más adelante. El sistema modela el proceso que experimenta una señal desde que es emitida por una fuente hasta que llega al oyente. Se divide en dos partes:
La respuesta de la sala añade los fenómenos típicos de la propagación del sonido en el interior de un recinto, apoyándose en las teorías geométrica, estadística y ondulatoria, para simular las primeras reflexiones, la reverberación y los modos propios de la sala. Se calcula construyendo el escenario sonoro virtualmente. La sala, es previamente diseñada y modelada sobre la base de su geometría, dimensiones y materiales de construcción. Las fuentes son añadidas a la sala, fijando su posición, orientación, ganancia y directividad. Y a continuación se aplican las tres teorías mencionadas para obtener el campo sonoro en una posición específica de la sala. Cada vez que uno de los elementos involucrados en el proceso varíe, deberá recalcularse la respuesta de la sala. Por ejemplo, cuando cambia la posición del receptor o de la(s) fuente(s), los materiales de la sala, etc.
Los filtros HRTF permiten simular las sensaciones y procesos de la percepción binaural estudiados por la Psicoacústica. Proceden de medidas, tomadas en condiciones anecoicas, de la señal que llega a los tímpanos cuando son excitados por un estímulo sonoro.
La señal usada para obtener la máxima información posible, suele ser un único impulso o una serie de impulsos de diferentes frecuencias. Se aplica, a través de un altavoz, a un maniquí al que se le colocan unos micrófonos en el interior del oído (en el lugar donde estaría el tímpano en una persona).
Es preferible hacer las medidas con un maniquí que represente un modelo teórico de las principales características de la cabeza y torso humanos, que obtener el HRTF específico del oyente o de un conjunto de oyentes y luego, promediar. Con el primer método, las medidas sólo serían válidas para esa persona, mientras que con el promediado se pierde información relevante de la percepción humana.
En cuanto a la señal a la salida del sistema, podrá ser mono o estéreo. Será monoaural cuando el oyente es considerado como un único punto dentro de la sala. Y será stereo si la respuesta de la sala es modificada para tener en cuenta el efecto de los dos pabellones auditivos, que es más realista. Según cómo se aplique la señal de excitación al sistema, hay que distinguir entre dos tipos de auralización:
- Por convolución. En este caso, un DSP realiza la convolución entre la salida del sistema, en la auralización en mono o stereol. Por ejemplo, el programa de simulación Odeón realiza este tipo de auralización.
- Mediante una unidad de reverberación digital. En este caso, la salida del sistema se utiliza para obtener los parámetros acústicos más significativos, que servirán para configurar la unidad de reverberación digital. Ésta, con todos los datos a su entrada, los mezclará convenientemente para obtener a su salida la señal auralizada. Por ejemplo, el programa de simulación AURA emplea este tipo de auralización.

Una vez que se ha obtenido la señal auralizada, según la aplicación a la que se destine, debe procesarse para optimizar el resultado. Así, por ejemplo, si se va a presentar en tiempo real, dado que el tiempo de cálculo debe reducirse al máximo, se minimizará el número de muestras lo máximo posible.